# Ореховенка
Оре́ховенка — река в России, протекает по Плюсскому району Псковской области. Берёт начало в окрестностях деревни Полуяково. Протекает через озёра: Полуяковское, Кривое, Луково, Долгое и Круглое. Близ устья река пересекает деревню Ореховно (в районе Нижнего Ореховна). Само устье находится в 163 км по левому берегу реки Плюссы. Длина реки составляет 11 км.

## Данные водного реестра
В данных государственного водного реестра России название реки не определено, относится к Балтийскому бассейновому округу, водохозяйственный участок реки — Нарва. Относится к речному бассейну реки Нарва (российская часть бассейна).
Код объекта в государственном водном реестре — 01030000412102000027007.

## Топографическая карта
- Лист карты O-35-58. Масштаб: 1 : 100 000. Состояние местности на 1939 год. Издание 1941 г.